# Die Tageszeitung

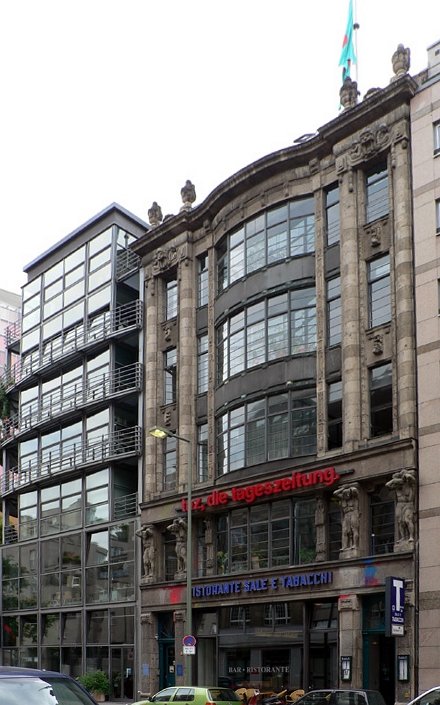
Sede del diario en Berlín.

Die Tageszeitung («El periódico diario» en alemán), estilizado como die tageszeitung y abreviado Taz, es un periódico alemán de tirada diaria, fundado en Berlín en 1978. De ideología ecologista, el Taz se ha alineado a menudo con Alianza 90/Los Verdes, pese a lo cual se mostró crítico en su momento con el pacto de gobierno entre dicha coalición y el SPD durante el periodo 1998-2005.

## Historia
El taz se fundó a raíz del Congreso Tunix celebrado en enero de 1978 en Berlín; fue también una reacción al «otoño alemán» de 1977. El taz fue inspirado por el entonces librero Max Thomas Mehr a Jean Marcel Bouguereau, redactor del recién fundado periódico francés Libération. Junto con Hans-Christian Ströbele, Max Thomas Mehr buscó partidarios en Alemania Occidental, y Ströbele presentó entonces el proyecto al público por primera vez en el Congreso Tunix.
Todos los empleados recibían el mismo salario de 600 marcos alemanes. A menudo se hacía referencia al taz como la «escuela de periodismo de la República». Además de Ströbele, Reinhard Hesse, redactor de discursos del canciller Schröder, también comenzó su carrera en el taz, y Andrea Fischer, que más tarde sería ministra federal de Sanidad, fue empleada como correctora de pruebas en el taz. La primera edición anticipada se publicó el 26 de septiembre de 1978, aunque estaba fechada el 22 de septiembre - se habían tardado cinco días en editar las 16 páginas del «Nullnummer Nr. 1».
Contenía un reportaje de dos páginas del escritor y periodista Gabriel García Márquez sobre la victoria de los sandinistas en Nicaragua. Otros temas centrales eran el proyecto de una planta de reprocesamiento en Gorleben, la detención de Astrid Proll, una entrevista a un artista de un peep show, la resistencia contra la extracción de uranio en la Selva Negra y la gran maniobra de la OTAN «Forja de Otoño».
El segundo número cero apareció con motivo de la Feria del Libro de Fráncfort, en octubre de 1978. El tercer número cero apareció a principios de diciembre de 1978, siendo el último producido en Fráncfort del Meno. El cuarto número cero de taz apareció el 20 de enero de 1979.
Die Tageszeitung fue concebido en un principio como una alternativa a la prensa tradicional y se declaraba "irreverente, comercialmente independiente, inteligente y entretenido". Una muestra de su filosofía periodística alternativa fue el salario único para todos sus empleados hasta 1991. Hoy día, los trabajadores de Die Tageszeitung que ocupan puestos de responsabilidad reciben pluses. Así todo, los sueldos que paga Die Tageszeitung son considerablemente inferiores a los que se pagan en otros medios.
Desde 1992, Die Tageszeitung es propiedad de más de 5000 abonados. En 1995 se convirtió en el primer periódico nacional alemán en publicar el contenido íntegro de cada número en internet.
Desde sus comienzos, Die Tageszeitung fue publicado en una edición nacional para toda Alemania y una edición local en Berlín. A lo largo de los años se sumaron otras ediciones locales para distintas regiones.

## Polémicas
El 26 de junio de 2006, Die Tageszeitung publicó un artículo en su última página, en la sección Die Wahrheit ("la verdad"), de carácter humorístico-satírico. El artículo llevaba el título "Las nuevas patatas de Polonia. Canallas que quieren gobernar el mundo. Hoy: Lech "Katsch" Kaczynski". El artículo se burlaba de los políticos polacos Lech Kaczyński y Jarosław Kaczyński. Lech Kaczyński canceló inmediatamente varias reuniones que tenía planificadas entre Alemania, Polonia y Francia (Triángulo de Weimar), alegando oficialmente motivos de salud.

## Ejemplos de titulares
Die Tageszeitung es conocido por sus titulares irónicos, como por ejemplo:
Oh mein Gott! ("¡Oh Dios mío!") – Cuando Joseph Ratzinger fue elegido como Papa Benedicto XVI.
Gott sei Dank ("Gracias a Dios") – Cuando el Papa Benedicto XVI anunció su renuncia.
Es ist ein Mädchen ("Ha sido una niña") – Cuando la elección de Angela Merkel como la primera canciller mujer de Alemania.
Oops – they did it again! – Cuando George W. Bush fue reelecto como Presidente de los Estados Unidos.
La libertad de prensa en Hungría llega a su fin – Cuando se aprobó la ley de censura en Hungría en 2010.

## Literatura
- Magenau, J. (2007). Die taz: eine Zeitung als Lebensform (en alemán). Hanser. ISBN 978-3-446-20942-8. Consultado el 12 de mayo de 2024.
- Tolmein, O.; Winkel, D.Z. (1989). Tazsachen: Krallen zeigen - Pfötchen geben (en alemán). Konkret-Literatur-Verlag. ISBN 978-3-922144-76-2. Consultado el 12 de mayo de 2024.